# Ajiona Alexus

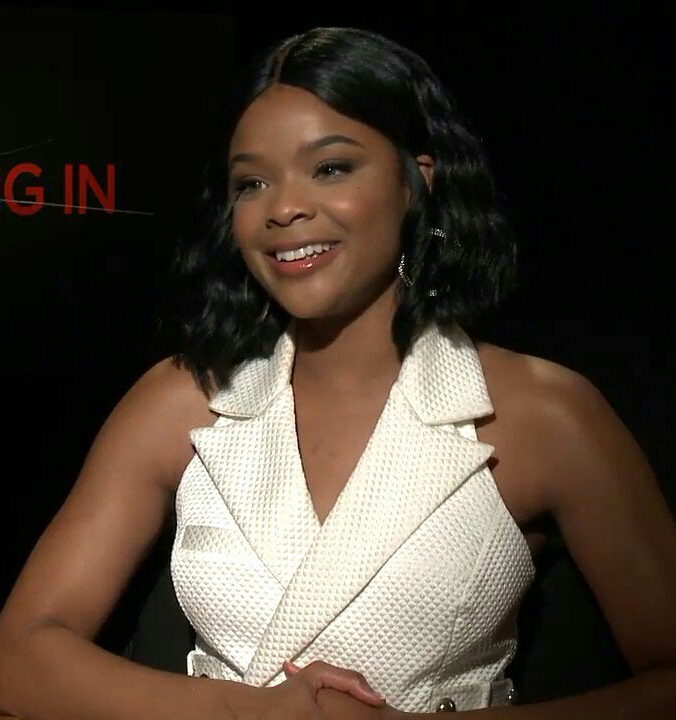
Ajiona Alexus (2018)

Ajiona Alexus (*  16. März 1996 in Tuskegee, Alabama als Ajiona Alexus Brown) ist eine US-amerikanische Schauspielerin.

## Leben und Karriere
Ajiona Alexus wurde in Tuskegee, im US-Bundesstaat Alabama geboren. Nach der Schule besuchte sie die Alabama School of Fine Arts, welche sie mit einem Master in Theater abschloss.
2012 übernahm Alexus im Alter von 16 Jahren ihre erste Schauspielrolle als De'Anna in The Ricky Smiley Show, welche sie bis 2014 spielte. Es folgten Gastauftritte in den Serien Grey’s Anatomy und Code Black. Von 2016 bis 2017 war sie als Loretha im Teenageralter, erwachsen gespielt von Taraji P. Henson, in der Serie Empire zu sehen. 2017 folgte eine Nebenrolle als Sheri Holland in der Netflix-Serie Tote Mädchen lügen nicht. Weitere Nebenrolle übernahm sie in den Serien Leicht wie eine Feder und Marvel’s Runaways.

## Filmografie (Auswahl)
- 2012–2014: The Ricky Smiley Show (Fernsehserie, 24 Episoden)
- 2013: Chelsea’s Way (Fernsehserie, eine Episode)
- 2014: Unspoken Words
- 2015: Grey’s Anatomy (Fernsehserie, Episode 11x19)
- 2015: Code Black (Fernsehserie, Episode 1x04)
- 2016: Bad Girl
- 2016–2019: Empire (Fernsehserie, 11 Episoden)
- 2017: Something Like Summer
- 2017–2018: Tote Mädchen lügen nicht (13 Reasons Why, Fernsehserie, 18 Episoden)
- 2018: Family Blood
- 2018: Breaking In
- 2018: Marvel’s Runaways (Fernsehserie, 6 Episoden)
- 2018–2019: Leicht wie eine Feder (Light as a Feather, Fernsehserie, 9 Episoden)
- 2021: BMF (Fernsehserie, 8 Episoden)